# Словесные названия российского оружия/В
Словесные названия российского оружия
А
Б
В
Г
Д
Е
Ё
Ж
З
И
К
Л
М
Н
О
П
Р
С
Т
У
Ф
Х
Ц
Ч
Ш
Щ
Э
Ю
Я
- «Ваза» — радиолокационно-приборный комплекс РПК-1 (1РЛ35)
- «Ваза» — КВ радиостанция фронтовой разведки Р-131
- «Вагон» — опытный автомобиль УАЗ-3172
- «Вайгач» — корабельная РЛС обнаружения надводных целей МР-212
- «Вайгач» — корабельная навигационная РЛС МР-231-3
- «Вакуум» — бронебойные оперённые подкалиберные снаряды 3БМ69 «Вакуум-1» и 3БМ70 «Вакуум-2»
- «Вал» — 9-мм автомат специальный (АС) (6П30)
- «Вал» — подвижный разведывательный пункт ПРП-3 (1Ж3)
- «Вал» — малый разведывательный корабль пр. 393А
- «Вал» — 90-мм реактивный осветительный снаряд 9М41
- «Валар» — ручной противотанковый гранатомёт
- «Валдай» — беспилотный авиационный комплекс на базе Элерона-10 для ФСБ России
- «Валерия» — станция радиотехнической разведки и пассивной локации
- «Вальщик» — 100-мм БПС к пушке МТ-12
- «Вампир» — 105,2-мм ручной противотанковый гранатомёт РПГ-29 (6Г20) (ТКБ-0175)
- «Вант» — 125-мм БПС 3БМ32(33)
- «Вант» — тяжёлый передвижной щит
- «Ваня» — ядерная авиабомба (изд. 242, 602)
- «Варан» — роботизированный технический комплекс (робот-сапёр)
- «Варево» — авиационная переносная УКВ радиостанция для авианаводчиков Р-853В1
- «Вариант» — морская МБР Р-39 (3М65) (РСМ-52) [SS-N-20 Styrgeon]
- «Вариант» — 40-мм гранатомёт-лопата
- «Варна» — струйный пехотный огнемёт СПО
- «Варта» — танковый (на Т-84) комплекс оптико-электронного подавления («Стража»)
- «Варшавянка» — дизель-электрические подводные лодки проекта 636 — модернизация проекта 877ЭКМ «Палтус»[Improved Kilo]
- «Варяг» — 9-мм самозарядный пистолет МР-445
- «Вахта» — самолётный цифровой навигационный комплекс НК-45
- «Василёк» — 82-мм автоматический миномёт 2Б9
- «Василёк» — радиолучевой периметральный датчик
- «Василёк» — радиотрансляционная линия РЛ-30-1М (1РЛ51М2)
- «Василёк» — подвижная многоканальная ДЦВ радиорелейная станция Р-404
- «Вега» — комплекс ДРЛО (Ан-71)
- «Вега» — трёхкоординатная станция радиотехнической разведки 85В6-А
- «Вега» — корабельная ГАС МГ-325
- «Вега» — ЗРК С-200В
- «Веер» — вертолётная радиотехническая система ближней навигации
- «Веер» — радиотехническая система траекторных измерений 52Н6
- «Веер» — АСУ зенитно-ракетной бригады ПВО
- «Веер» — малый штурмовой щит
- «Веер» — корабельный радиопеленгатор Р-718
- «Веер» — однопозиционное активное инфракрасное средство обнаружения для помещений
- «Вездесущий» — двухзвеньевые тягачи семейства ДТ-10ПМ, ДТ-30ПМ
- «Вездеход» — ботинки юфтевые с высокими берцами (БВБ)
- «Везувий» — разгонный блок РН «Энергия»
- «Веко» — двухспектральная обзорно-прицельная система
- «Вектор» — 9-мм автоматический пистолет СР-1 (6П53)
- «Вектор» — пневмовездеход
- «Вектор» — калибровочный (юстировочный) КА 11Ф633 («Тайфун-1»)
- «Вектор» — разведывательная подвижная станция РПС-6 (1РЛ234)
- «Вектор» — комплекс средств автоматизации зенитно-ракетной бригады Войск ПВО
- «Вектор» — анализатор сигналов радионавигационых станций Р-389
- «Вектор» — корабельный ракетный комплекс с ПКР КСС (проект)
- «Вектор» — морской измерительно-управляющий комплекс
- «Вектор» — стабилизатор танкового вооружения (на об.478)
- «Великан» — опытный реактивный бомбардировщик ЕФ-150
- «Вена» — 120-мм самоходное орудие 2С31
- «Венец» — авиационная аппаратура управления ракетным оружием
- «Веник» — авиационная система постановки активных помех
- «Вепрь» — бронеавтомобиль ГАЗ-3902
- «Вепрь» — 5,45-мм автомат
- «Вепрь» — 9/12,5-мм двухствольный пистолет для ВВС
- «Вепрь» — боевая машина разминирования БМР-3М (об.197)
- «Вепрь-12» — гладкоствольное самозарядное ружьё на основе РПК («Молот»)
- «Верба» — многоцелевая мина МЗУ-2
- «Верба» — опытная баллистическая ракета Р-12У (8К63К) с КСП ПРО
- «Верба» — средства прорыва ПРО МБР УР-100УТТХ (надувные ложные цели)
- «Верба» — аппаратура расшифровки данных с «Тестера»
- «Верба» — переносной зенитно-ракетный комплекс 9К333
- «Вереница» — проект малогабаритной МБР Ф-22
- «Вереск» — мобильная высокоточная однопунктная оптико-электронная станция
- «Вереск» — 9-мм пистолет-пулемёт СР-2
- «Вереск» — граната светозвуковая скрытого ношения
- «Верп» — базовый тральщик III серии пр. 53У
- «Вертикаль» — ракета-носитель для запуска высотных зондов
- «Вертикаль» — комплекс наблюдения и разведки с БПЛА
- «Вертун» — самолётная станция спутниковой связи
- «Верхушка» — авиационная система ориентации
- «Вершина» — подвижный радиовысотомер ПРВ-11 (1РЛ119)
- «Весна» — аппаратура ЗАС Т-206
- «Весна» — автомобильный КВ радиопеленгатор Р-316
- «Веста» — гидроакустическая станция
- «Вест» — самоходный ПТРК («Корнет» на шасси УАЗ-3151)
- «Вестерн» — серия камуфлированных стреляющих устройств (пистолет-авторучка и т. п.)
- «Вестерн» — бесшумный патрон с накатной пулей для стреляющих устройств типа «Вестерн»
- «Ветер» — корабельный противолодочный комплекс РПК-7 (86Р; 88Р) [SS-N-16 Stallion]
- «Ветер» — переносной комплект минирования ПКМ-1
- «Ветер» — авиационный навигационный комплекс
- «Ветер» — доплеровский измеритель скорости сноса ДИСС-1 (на Бе-10)
- «Ветка» — универсальный малогабаритный кумулятивный заряд УКМЗ
- «Вето» — насадка для метания взрывпакета из АК-74
- «Веха» — аппаратура ЗАС Т-205
- «Вечный» — эскадренный миноносец пр. 956У
- «Вешка» — спасательный радиобуй
- «Вешка» — геодезическая аппаратура потребителей 14Ц828 прецизионной точности СНС ГЛОНАСС
- «Взлёт» — корабельный БПЛА
- «Взлёт» — многоочаговая светошумовая граната
- «Взлёт» — система управления полётом крылатой ракеты КСР-5
- «Взлёт» — проект ракеты-носителя 11К65МУ(«Космос-3МУ»)
- «Взломщик» — 7,62-мм снайперская винтовка СВ-98) (6С11)
- «Взмах» — нож разведчика специальный НРС
- «Виварий» — АСУ бригады реактивной артиллерии (РСЗО «Смерч») 1К123
- «Видеолокатор-Дозор» — автономный пост видеотепловизионного наблюдения
- «Видимость» — бортовой авиационный радиолокатор посадки
- «Визави» — портативная КВ радиостанция Р-162-01
- «Визит» — бронежилет
- «Визир» — корабельный КВ радиопеленгатор для ПЛ Р-704
- «Визир» — панорамный обнаружитель Р-381Т1-5 станции РТР Р-318Т1
- «Викинг» — 9-мм самозарядный пистолет МР-446 (экспортный)
- «Викинг» — гусеничные машины семейства ГМ-5970
- «Виконт» — УКВ радиостанция Р-158
- «Винт» — корабельная станция определения кавитации (МГ-512)
- «Винт» — опытная НАР ТРС-82М
- «Винторез» — 9-мм винтовка снайперская специальная ВСС (6П29)
- «Винтук» — опытный пистолет ограниченного поражения МР-472
- «Виньетка» — низкочастотная активно-пассивная ГАС
- «Виола» — серия служебных средств УКВ радиосвязи Р-838. Разрабатывалась для военных и гражданских аэродромных служб, в дальнейшем применялась структурами МО, МВД, КГБ, МГА, морского и речного флота Союза ССР
  - «Виола-А» — абонентская радиостанция
    - «Виола-АА» — автомобильная радиостанция
      - «Виола-АА-ДС» — автомобильная радиостанция

    - «Виола-АД» — стационарная радиостанция с дистанционным управлением (первая в стране радиостанция с микропроцессорным управлением, 1985 год)
    - «Виола-АМ» — мотоциклетная радиостанция
    - «Виола-АП» — радиостанция для пожарных машин
    - «Виола-АС» — стационарная радиостанция

  - «Виола-Л» — линейная радиостанция-ретранслятор
  - «Виола-М» — радиостанция
  - «Виола-Н» — носимая радиостанция
  - «Виола-П» — портативная радиостанция
  - «Виола-С» — стационарная радиостанция
  - «Виола-Ц» — центральная стационарная радиостанция
    - «Виола-Ц-АД» — центральная стационарная радиостанция
- «Вираж» — авиационная система РТР СРС-4; СРС-9
- «Вираж» — КВ-СВ радиоприёмник (радиоразведка)
- «Вираж» — ГСН 9Э47 (ЗУР 9М37)
- «Вираж» — высокоскоростная малоразмерная ракета-мишень 9М316М
- «Вискоза» — автоматизированная система управления ракетной бригады 1К120 (система управления нанесением ударов)
- «Висла» — РЛС
- «Висла» — авиационный магнитометр
- «Витебск» — авиационный комплекс РЭБ
- «Витим» — быстроразвертываемая радиолучевая сигнализационная система
- «Виток» — 33-мм универсальный портативный гранатометный комплекс (ГПМ-33 (он же РГС-33))
- «Виток» — СДВ радиоприёмник Р-391
- «Витрина» — 50-мм надульный гранатомётный комплекс (на АКС-74У)
- «Витязь» — двухзвенные вездеходы ДТ-10, ДТ-20, ДТ-30
- «Витязь» — зенитный ракетный комплекс С-350 (50Р6А)
- «Витязь-2000» — проект многоцелевого истребителя
- «Витязь» — 9-мм пистолет-пулемёт ПП-19-01-20 (на базе АК-104)
- «Витязь» — перспективный ЗРК средней и малой дальности
- «Витязь» — разгрузочный жилет
- «Вихрь» — большой торпедно-ракетный катер пр. 206 [Shershen]; 206МР [Matka]; пр.02065 [Vliss]
- «Вихрь» — авиационный ПТРК 9К121 [AT-16 Scallion] [AT-9 Whirlwind]
- «Вихрь» — корабельный ЗПРК
- «Вихрь» — корабельный противолодочный комплекс РПК-1 [SUW-N-1 / FRAS-1]
- «Вихрь» — морской пожарно-спасательный буксир [Iva]
- «Вихрь» — 9-мм малогабаритный автомат СР-3
- «Вихрь» — авиационный радиоприцел
- «Вихрь» — корабельный СДВ радиоприёмник Р-677
- «Вихрь» — авиационные автоматические орудия
- «Вихрь» — 364-мм тактический ракетный комплекс (БР-215)
- «Вихрь» — разгонный блок для РН «Энергия» (проект)
- «Вихрь» — система управления КРДД Х-45 на Т-4
- «Вишня» — авиационная станция радиоперехвата
- «Вишня» — боевой нож для спецподразделений
- «Вишня» — корабельная радиостанция
- «Вишня» — 100мм снаряд 3УОФ19-1 для пушки БМП-3.
- «Вишня» — аппаратура адаптации Р-016В
- «Владимир» — основной боевой танк Т-90А
- «Водичка» — войсковое средство ремонта (РТВ ПВО)
- «Водник» — БТР, автомобиль (ГАЗ-3937)
- «Водолей» — вертолёт, летающая лаборатория Ми-6ВР
- «Водопад» — противолодочный ракетно-торпедный комплекс РПК-6М [SS-N-16 Stallion]
- «Воевода» — тяжёлая МБР Р-36М2 (РС-20В) [SS-18 mod.5 Satan] [SS-X-26]
- «Возгонка» — резак пиротехнический малогабаритный РПМ-20
- «Воздух» — АСУ соединениями и частями воздушной армии
- «Воздух» — авиационный рентгенометр
- «Воздушный старт» — авиационный ракетно-космический комплекс (Ан-124АРКК)
- «Воин» — тяжёлый защитный комплект
- «Воин» — серия камуфлированных стреляющих устройств
- «Вокзал» — патрон к стреляющим устройствам типа «Вестерн»
- «Волан» — спасаемый летательный аппарат
- «Волат» — серия тяжёлых автомобилей МЗКТ
- «Волга» — стационарный ЗРК (экспортный С-75)
- «Волга» — корабельная РЛС МР-310У
- «Волга» — баллистическая ракета Р-1 [SS-1 Scunner]
- «Волга» — проект оперативно-тактического ракетного комплекса 9К716
- «Волга» — 12,7-мм снайперская винтовка В-94 (ОСВ-96)
- «Волга» — авиационная аппаратура системы управления КР КСР-5
- «Волга» — РЛС СПРН П-8
- «Волк» — перспективный бронеавтомобиль ВПК-3927
  - «Волк-1» — ВПК-39271 — модификация с колёсной формулой 4×4 рамной конструкции с защищённым однообъёмным функциональным модулем
  - «Волк-2» — ВПК-39272 — модификация с колёсной формулой 4×4 с открытым модулем для перевозки грузов и личного состава с возможностью установки функциональных модулей
  - «Волк-3» — ВПК-39273 — модификация с колёсной формулой 6×6 с функциональным модулем для перевозки личного состава
  - «Волк-4» — ВПК-39274 — модификация с колёсной формулой 6×6 с противоминной защитой
- «Волна» — ЗУР к ЗРК «Шторм»
- «Волна» — система управления огнём танка Т-55
- «Волна» — ракета-носитель (на базе МБР РСМ-50)
- «Волна» — перископ астрокорректора
- «Волна» — БРПЛ Р-11ФМ [Scud-A] комплекса Д-1
- «Волна» — колёсный самоходный паром БАЗ
- «Волна» — морской ЗРК [SA-N-1 Goa]
- «Волна» — дизель-электрическая ПЛ АВ-611 [Zulu-V]
- «Волна» — радиоприёмное устройство
- «Волна» — корабельный ракетный комплекс ЧМ-1 с КР 10ХН
- «Волна» — 23-мм патрон с инертным контейнером для учебно-тренировочной стрельбы
  - «Волна-Р» — 23-мм патрон с резиновой пулей
- «Волна» — авиационная аппаратура обнаружения и регистрации ЭМИ
- «Волна» — универсальный ракетный комплекс М-1 с ракетой В-600 (4К90)
- «Волна» — аппаратура ЗАС Т-204
- «Волна» — ретранслятор правительственной связи на КА «Экспресс»
- «Волнение» — термобарическая ГЧ 9М216 (боеприпасы к РСЗО «Смерч»)
- «Волнение» — радиовзрыватель 9Э371, 9Э381 (для боевых элементов кассетных головных частей РС РСЗО)
- «Волнорез» — малогабаритный комплекс постановки помех, навешиваемый на технику с помощью мощного магнита, закреплённого в основании конусообразного корпуса. Каждый модуль соответствует своему диапазону подавления и является независимой единицей. В систему могут быть подключены до 8 модулей
  - «Волнорез-Н» — комплекс постановки помех с питанием от аккумуляторов ЗУБР
- «Волхов» — стационарный ЗРК С-75М2
- «Волхов» — мобильный ЗРК С-300ПС; ПМ; ПМУ1 [SA-10 Grumble mod.B]
- «Волхов» — морской ЗРК М-2 [SA-N-2 Guideline]
- «Волхов» — корабельная радиостанция
- «Волхов» — авиационный радиоприёмник на Ил-38
- «Вольфрам» — возбудитель ВД-43;-54 для передатчиков
- «Вольфрам» — АСУ торпедной стрельбой на ПЛ
- «Воркута» — авиационный скафандр
- «Ворон» — реактивная зенитная система РЗС-115
- «Ворон» — сверхзвуковой подвесной беспилотный самолёт-разведчик
- «Ворон» — объёмно-детонирующие авиабомбы ОДАБ-500, ОДАБ-500П
- «Ворон» — тактический ракетный комплекс 3Р7
- «Ворон» — периметровая волоконно-оптическая система сигнализации
- «Ворон» — проект БПЛА
- «Ворон» — серия бронежилетов
- «Воронеж» — загоризонтная РЛС дальнего обнаружения 77Я6 СПРН
- «Ворох» — комплект взрывных зарядов
- «Ворошиловец» — тяжёлый артиллерийский тягач
- «Ворчун» — самолётная станция спутниковой связи
- «Ворчун» — 7,62-мм бесшумный револьвер РСС (ОЦ-38)
- «Восток» — серия космических аппаратов фоторазведки
- «Восток» — космический корабль 11Ф63
- «Восток» — десантный катер пр. 1733
- «Восток» — ракета-носитель 8К72 (Р-7)
- «Восток» — РЛС ПВО
- «Восток» — 5,6-мм вышибной патрон (7Щ1)
- «Восторг» — авиатранспортабельная дорожно-землеройная машина АДЗМ
- «Восход» — авиационная система управления вооружением СУВ-25Т
- «Восход» — корабельная РЛС МР-600
- «Восход» — наземный стартовый комплекс 11К65
- «Восход» — ракета-носитель 11А57
- «Восход» — космический корабль
- «Восход» — авиационная станция РТР
- «Восход» — демодулирующая аппаратура Р-374В-2
- «Вощина» — новое семейство автомобилей БАЗ
- «Вояж» — 9-мм автомат малогабаритный СР.3, камуфлированный в дипломате
- «Впрыск» — ручная граната слезоточиво-раздражающего действия
- «Вспышка» — магистральный КВ приёмник Р-160П
- «Встреча» — авиационный пеленгатор перехвата
- «Встреча» — космический аппарат-мишень ИС-М (5В91Т)
- «Всход» — самоходный зенитный ракетный комплекс 9К37М1-2А
- «Вуаль» — 50-мм портативное стреляющее устройство (УС-50)
- «Вул» — 7,62-мм пистолет самозарядный специальный ПСС (6П28)
- «Вулкан» — ракета-носитель 11К37 (РЛА-130)
- «Вулкан» — ПКР П-1000 (3М70) [SS-N-27]
- «Выбор» — ПКП
- «Выдра» — комплект тактического снаряжения
- «Выдра» — десантная баржа пр. 1176
- «Вызов» — защитный бронекомплект
- «Вымпел» — корабельная РЛС управления огнём АУ АК-630 (МР-123/176)
- «Вымпел» — корабельный комплекс РЭП
- «Вымпел» — система навигации и посадки (ВКС «Буран»)
- «Выпь» — аэростат-ретранслятор для ВВС
- «Выпь» — разгрузочный жилет
- «Вырез» — бесшумный резак пиротехнический малогабаритный РПМ-10
- «Выруб» — разрушитель взрывных устройств
- «Выруб» — 50-мм граната ГВ-50 для экстренного вскрытия дверей для гранатомета РГС-50
- «Выруб» — изделие для метания гранаты ГВ-50 из гранатомета РГС-50
- «Высота» — радиостанция Р-140М
- «Высота» — ракета-носитель на базе БРПЛ РСМ-45
- «Высота» — корабельный противолодочный комплекс РПК-1 («Вихрь»)
- «Высота» — подвесные фильтры-гондолы для забора проб воздуха на радиоактивность на МиГ-25ЛЛ
- «Выстрел» — переносная УКВ радиостанция Р-129
- «Выстрел» — танковая КВ радиостанция Р-130
- «Выстрел» — граната светозвуковая, закамуфлированная под Ф-1
- «Выстрел» — бронированная пограничная машина БПМ-97 (КАМАЗ-43296)
- «Выхлоп» — 12,7-мм бесшумная снайперская винтовка ВССК (6С8)
- «Вычегда» — корабельная ГАС целеуказания МГ-311
- «Вьюга» — корабельный противолодочный комплекс РПК-2 (81Р) [SS-N-15 Starfish]
- «Вьюга» — система управления противорадиолокационными ракетами (Воздух-Земля) БА-58
- «Вьюга» — пассивная радиолокационная ГСН
- «Вьюга» — автоматизированная система приёма-передачи сигналов боевого управления по радио (РВСН)
- «Вьюга» — коллиматорный прицел для АК
- «Вьюн» — ручная граната
- «Вьюшка» — ручная граната комбинированного действия (светошум. + резиновая картечь)
- «Вяз» — корабельный КВ радиопередатчик Р-640